# Kap Trafalgar
Kap Trafalgar (vanligtvis bara Trafalgar) är en udde på Spaniens sydvästkust belägen cirka 40 kilometer sydöst om Cádiz.
Utanför udden stod år 1805 Slaget vid Trafalgar, mellan den brittiska flottan och en koalition mellan Frankrike och Spanien.